# Changan Qiyuan Q07

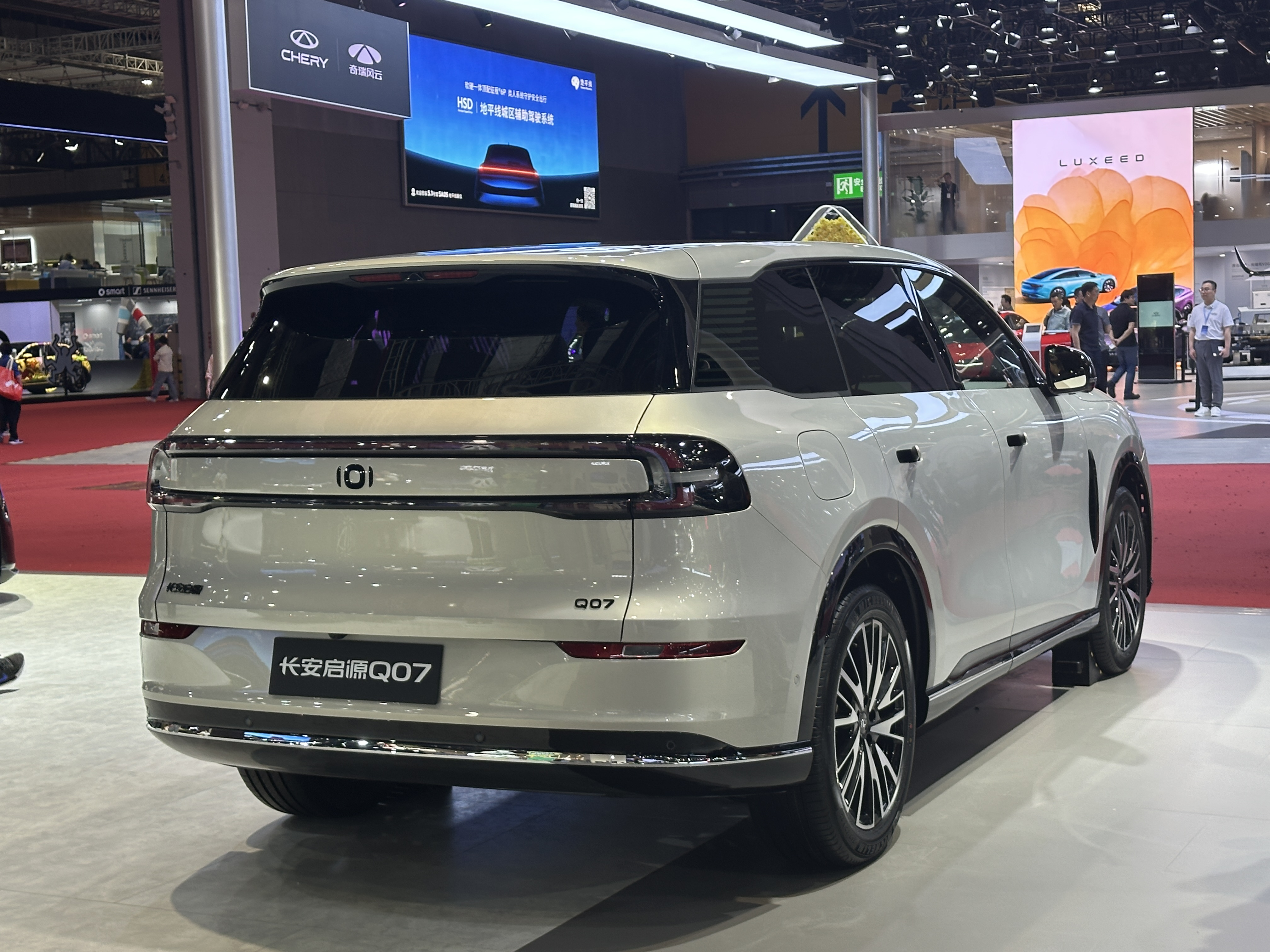
Heckansicht

Der Changan Qiyuan Q07 ist ein seit 2025 gebautes Sport Utility Vehicle der zu Changan gehörenden Submarke Qiyuan.

## Geschichte
Erste Bilder des Fahrzeugs wurden im Dezember 2024 veröffentlicht. Seit März 2025 wird es auf dem chinesischen Heimatmarkt verkauft. Gestaltet wurde der Qiyuan Q07 unter der Leitung des ehemaligen Volkswagen-Chefdesigners Klaus Zyciora.

## Technische Daten
Das fünfsitzige SUV ist 4,84 Meter lang, 1,92 Meter breit und 1,69 Meter hoch. Der Wagen ist als Plug-in-Hybrid ausgeführt. Als Verbrenner wird ein 1,5-Liter-Ottomotor ohne und mit Turboaufladung eingesetzt. Die Systemleistung beträgt maximal 275 kW (374 PS). Die Höchstgeschwindigkeit des Qiyuan Q07 wird mit 180 km/h angegeben. Als Energiespeicher kommt ein Lithium-Eisenphosphat-Akkumulator von CATL zum Einsatz. Der Energieinhalt liegt bei 21,5 oder 31,7 kWh.
| Kenngrößen                                            | 145                         | 215                         | 215                          |
| ----------------------------------------------------- | --------------------------- | --------------------------- | ---------------------------- |
| Bauzeitraum                                           | seit 03/2025                | seit 03/2025                | seit 03/2025                 |
| Motorkenndaten                                        |                             |                             |                              |
| Motortyp                                              | R4-Ottomotor + Elektromotor | R4-Ottomotor + Elektromotor | R4-Ottomotor + Elektromotor  |
| Motoraufladung                                        | —                           | —                           | Turbolader                   |
| Hubraum                                               | 1497 cm³                    | 1497 cm³                    | 1497 cm³                     |
| max. Leistung Verbrennungsmotor                       | 72 kW (98 PS) bei 5600/min  | 72 kW (98 PS) bei 5600/min  | 110 kW (150 PS) bei 5000/min |
| max. Systemleistung                                   | 237 kW (322 PS)             | 237 kW (322 PS)             | 275 kW (374 PS)              |
| max. Drehmoment Verbrennungsmotor                     | 125 Nm bei 3000/min         | 125 Nm bei 3000/min         | 220 Nm bei 3200–4200/min     |
| max. Systemdrehmoment                                 | 455 Nm                      | 455 Nm                      | 550 Nm                       |
| Kraftübertragung                                      |                             |                             |                              |
| Antrieb                                               | Vorderradantrieb            | Vorderradantrieb            | Vorderradantrieb             |
| Getriebe                                              | E-CVT                       | E-CVT                       | E-CVT                        |
| Messwerte                                             |                             |                             |                              |
| Höchstgeschwindigkeit                                 | 180 km/h                    | 180 km/h                    | 180 km/h                     |
| Beschleunigung, 0–100 km/h                            | 7,4 s                       | 7,6 s                       | 7,6 s                        |
| Kraftstoffverbrauch auf 100 km nach WLTP (kombiniert) | 1,1 l Super                 | 0,8 l Super                 | 0,8 l Super                  |
| Tankinhalt                                            | 51 l                        | 51 l                        | 51 l                         |
| Energieinhalt Akku                                    | 21,5 kWh                    | 31,7 kWh                    | 31,7 kWh                     |
| elektrische Reichweite nach WLTP                      | 111 km                      | 166 km                      | 163 km                       |
| Abgasnorm                                             | China VIb                   | China VIb                   | China VIb                    |